# Les Gommes (film)
Pour les articles homonymes, voir Gomme.
Pour plus de détails, voir Fiche technique et Distribution.
Les Gommes est un film franco-belge de Lucien Deroisy et René Micha, sorti en 1969.

## Fiche technique
- Titre : Les Gommes
- Réalisation : Lucien Deroisy et René Micha
- Scénario : Lucien Deroisy et René Micha, d'après le roman Les Gommes d'Alain Robbe-Grillet
- Photographie : Frédéric Geilfus
- Musique : Georges Delerue
- Montage : Hélène Gagarine
- Sociétés de production : Sofidoc - T.E.C.
- Pays d’origine :  France -  Belgique
- Durée : 100 minutes
- Date de sortie : 
  - France : 19 mai 1969 (Quinzaine des réalisateurs), 12 janvier 1972

## Distribution
- Claude Titre : Wallas
- Françoise Brion : Hélène
- Georges Génicot
- André Gevrey
- Fernand Abel
- Lucien Charbonnier
- Jacques Lippe
- Senne Roufaer
- Jean Rovis

## Distinctions
Le film a été présenté à la Quinzaine des réalisateurs, en sélection parallèle du festival de Cannes 1969. Il a également été sélectionné au festival d'Hyères.

## Box-office
À sa sortie en salles, le film ne réalise que 752 entrées dans toute la France.